# Artuque
Artuque ou Ortoque (m. 1091), por vezes referido como Artuque Bei, Artuque Begue, ibne Acsabe (em árabe: أرتق بن; romaniz.: ibn Aksab) ou ibne Ecsuque (em turco: ibn Eksük) foi um comandante militar turco oguz do Império Seljúcida do século XI. Foi o governador seljúcida de Jerusalém entre 1085 e 1091. Apesar do beilhique dos artúquidas lhe dever seu nome, o beilhique foi fundado pelos seus filhos 11 anos após a sua morte.
Artuque foi um dos comandantes do exército seljúcida na Batalha de Manzicerta, travada em agosto 1071 contra o Império Bizantino no nordeste da Anatólia, que foi decisiva para a conquista subsequente da Anatólia pelos seljúcidas. Artuque participou também nessa conquista, tendo tomado o vale do Yeşilırmak em 1074. Em 1077 esmagou uma revolta contra o sultão seljúcida.
A sua missão seguinte foi a conquista de Amida (atualmente Diarbaquir) aos maruânidas. Nesta campanha desentendeu-se com o comandante em chefe Fahrüddevlet, que preferia negociar a paz com os Maruânidas. Num ataque de surpresa, Artuque derrotou os reforços dos Maruânidas, mas quando o sultão Maleque Xá I soube disso acusou Artuque de desobediência. Devido a isso, em 1084 Artuque foi para a Síria, onde se juntou a Tutuxe I, irmão mais novo de Maleque Xá e seu opositor. Em 1086, Artuque teve um papel fundamental na derrota de Solimão, filho de Cutalmiche, sultão de Rum, numa batalha entre este e Tutuxe pelo controlo da região de Alepo. O sultão de Rum foi morto nessa batalha, Tutuxe apodera-se de Alepo e proclama-se sultão da Síria, região que logra dominar completamente à exceção de Antioquia, cujo governo é entregue a Iagui Siã por Maleque Xá.
Tutuxe nomeou Artuque governador Palestina em 1085 e concedeu-lhe Cudus (Jerusalém) como uma icta. Artuque viveu em Jerusalém até morrer em 1091.

## Filhos
Artuque teve vários filhos, entre os quais se destacam os seguintes:
- Soquemã (m. 1104), foi governador de Jerusalém entre 1091 e 1098
- Ilgazi (m. 1123), atabegue de Alepo de 1117 a 1123
- Barã, pai de Balaque, atabegue de Alepo de 1124 a 1125
- Abedal Jebar, pai de Badre Adaulá Solimão, atabegue de Alepo de 1123 a 1124